# Supercoppa italiana 2001 (pallavolo femminile)
La Supercoppa italiana di pallavolo femminile 2001 si è svolta dal 20 al 21 ottobre 2001: al torneo hanno partecipato quattro squadre di club italiane e la vittoria finale è andata per la prima volta al Vicenza Volley.

## Regolamento
Le squadre hanno disputato semifinali e finale.

## Squadre partecipanti
| Squadra                | Qualificazione                                 | Ultima partecipazione    |
| ---------------------- | ---------------------------------------------- | ------------------------ |
| Bergamo                | Finalista play-off scudetto Serie A1 2000-01   | Supercoppa italiana 1999 |
| Modena                 | 3ª in Coppa Italia 2000-01                     | Supercoppa italiana 2000 |
| Virtus Reggio Calabria | Vincitrice Coppa Italia 2000-01                | Supercoppa italiana 2000 |
| Vicenza                | Vincitrice play-off Coppa CEV Serie A1 2000-01 | Debutto                  |

## Torneo
|  | Semifinali             | Semifinali             | Semifinali |         |         | Finale  | Finale | Finale |  |
|  |                        |                        |            |         |         |         |        |        |  |
|  | Vicenza                | Vicenza                | 3          |         |         |         |        |        |  |
|  | Vicenza                | Vicenza                | 3          |         |         |         |        |        |  |
|  | Virtus Reggio Calabria | Virtus Reggio Calabria | 1          |         |         |         |        |        |  |
|  | Virtus Reggio Calabria | Virtus Reggio Calabria | 1          |         | Vicenza | Vicenza | 3      |        |  |
|  |                        |                        |            |         | Vicenza | Vicenza | 3      |        |  |
|  |                        |                        | Bergamo    | Bergamo | 1       |         |        |        |  |
|  | Modena                 | Modena                 | Bergamo    | Bergamo | 1       | 1       |        |        |  |
|  | Modena                 | Modena                 |            |         |         |         |        |        |  |
|  | Bergamo                | Bergamo                | 3          |         |         |         |        |        |  |

### Semifinali
| 20 ottobre 2001 Palasport Città di Vicenza, Vicenza Durata: 1h:22 - Spettatori: 810 | Vicenza | 3 - 1 | Virtus Reggio Calabria | 25-19, 25-11, 18-25, 25-19 |
| 20 ottobre 2001 Palasport Città di Vicenza, Vicenza Durata: 1h:29 - Spettatori: ?   | Modena  | 1 - 3 | Bergamo                | 17-25, 25-13, 15-25, 19-25 |

### Finale
| 21 ottobre 2001 Palasport Città di Vicenza, Vicenza Durata: 1h:37 - Spettatori: 2 600 | Vicenza | 3 - 1 | Bergamo | 23-25, 25-20, 25-23, 25-19 |